# Jiří Válek
 (octobre 2021).
Si vous disposez d'ouvrages ou d'articles de référence ou si vous connaissez des sites web de qualité traitant du thème abordé ici, merci de compléter l'article en donnant les références utiles à sa vérifiabilité et en les liant à la section « Notes et références ».
 (octobre 2021).
Pour les articles homonymes, voir Válek.
Jiří Válek (né le 28 mai 1923 à Prague ; mort le 6 octobre 2005 à Prague) est un compositeur tchèque. Il écrit ses premières œuvres significatives dans les années 1942-43 dans une Tchécoslovaquie alors occupée par l'Allemagne. Horrifié par la terreur fasciste, il n'en compose pas moins une musique qui exalte la vie et la nature. Cette ambivalence de l'inspiration marquera toute l'œuvre de Válek.

## Biographie
En 1947, il est diplômé du Conservatoire de Prague dans la classe de Jaroslav Ridky (composition musicale). Il étudie également à titre privé la philosophie, l'esthétique, l'histoire et la théorie de la musique. En 1950, il est diplômé du « College of Higher Education » et en 1952, obtient un doctorat à l'Université Charles. 
De 1949 à 1952, Válek est employé comme secrétaire de l'Union des compositeurs tchèques et, en 1959, compte parmi les dirigeants de la maison d'édition Panton. Il devient par la suite directeur artistique pour les disques Supraphon. En 1966, il est nommé professeur de composition au Conservatoire de Prague et en 1979, professeur associé de composition à l'Académie de musique de Prague.
Les œuvres maîtresses de Jiří Válek sont ses 18 symphonies qui illustrent ses réflexions sur l'évolution de la civilisation moderne. Ses compositions de musique de chambre et de musique concertante, plus intimistes, sont souvent sources d'inspiration pour ses symphonies ultérieures. Ce fut le cas, par exemple, pour son concerto pour violon Hymn of the Sun (Hymne au soleil), commande du violoniste autrichien Lukas David et du chef d'orchestre allemand Othmar Mága, auquel succéda sa onzième symphonie « Révolutionnaire ».
Le Concerto pour marimba et orchestre de Válek est la première composition tchèque du genre. Les compositions de Válek les plus ambitieuses sont écrites pour le théâtre : le drame lyrique Shakespearean Variations qui met en scène neuf situations et types humains opposés, l'opéra Hour of Truth (L'Heure de vérité) traitant sur un mode sarcastique de l'imbrication de la vie et du jeu dans la civilisation actuelle, et l'opéra Hamlet, our Contemporary (Hamlet, notre contemporain) variation optimiste et satirique d'après la pièce de Shakespeare.
À côté des opéras Válek a écrit d'autres travaux satiriques, comme « "Sonate about Auxiliary Life » ("Sonate au sujet de la vie auxiliaire") pour trois instruments et un modérateur, « Concerto burlesco » pour cor et orchestre, et la quinzième symphonie-oratorio « Sarcastique » qui, avec que la quatorzième symphonie « Trionfale » et la seizième symphonie « Neter » représente le point culminant idealogique et artistique de la série des symphonies de Válek. Les deux dernières symphonies - la 17e « Hradcanska » (symphonie - opéra, libretto de A. France, pour 9 solistes, deux chœurs mixtes et orchestre) et la 18e « Alternative » (texte de K. H. Borovsky et F. Soukup pour baryton, le chœur des voix blanches et orchestre de chambre) sont les plus grandes symphonies vocaux de Válek.
Dans les années 1950-1970 Válek a écrit plus de 100 chansons et compositions pour les enfants et la jeunesse dont beaucoup ont reçu des premiers prix en concours en République Tchèque et à l'étranger. De ses compositions didactiques, la '"Sonate eroica « pour trompette et piano, est devenu un des pièces obligés dans les concours internationaux. 
Le travail de Válek comme compositeur est étroitement lié avec son travail littéraire qui consiste en monographies, travaux théoriques et de plus petits travaux divers. En 1992 Válek est devenu le cofondateur du conservatoire vocal privé de Prague.

## Œuvres principales

### Symphonies
- lère symphonie « Year 1948 » pour trompette, piano et grand orchestre (1948)
- 2e symphonie « Classical » pour orchestra de chambre ; seconde version pour 2 flûtes, 2 hautbois et orchestre de chambre de cordes (1957)
- 3e symphonie « Romantic », dédiée à la mémoire de Stanislav Kostka Neumann, pour soprano, saxophone ténor et grand orchestre (1957-1963)
- 4e symphonie « Dialogues with Inner Voice » pour mezzo-soprano, baryton, orchestre de bois, piano et instruments à percussion, texte de William Shakespeare (1964-1965)
- 5e symphonie « Guernica » inspirée par les œuvres de Pablo Picasso, pour grand orchestre (1968)
- 6e symphonie « Ekpyrosis » pour flûte, piano, ensemble d'instruments à percussion et orchestre de chambre (1969)
- 7e symphonie « Pompeian Frescoes » pour orchestre de chambre, piano et ensemble d'instruments à percussion (1970)
- 8e symphonie « Hic sunt homines » pour soprano et grand orchestre symphonique, sur thème et texte « Der Amoklaufer » de Stefan Zweig s (1971)
- 9e symphonie-triple concert « Renaissance » pour violon, alto, violoncelle et orchestre de cordes (1971)
- l0e symphonie « Baroque » pour violon, piano et grand orchestre (1973)
- llème symphonie « Revolutionary » pour violon, alto, piano, quintet de bois et grand orchestre symphonique (1974)
- l2e symphonie-concert « Shakespearean » pour violon, alto et grand orchestre symphonique ; version alternative pour violon, alto, orchestre de cordes, piano et instruments à percussion (1975)
- l3e symphonie « Gothic » pour chœur mixte et grand orchestre symphonique, dédiée au 600e anniversaire de la mort du Roi tchèque Charles IV (1978)
- l4e symphonie « Trionfale » pour deux pianos et grand orchestre, pour célébrer le 65e anniversaire de la fondation de la République tchèque et le 40e anniversaire de la fin de la Seconde Guerre mondiale (1983)
- 15e symphonie-oratorio « Sarcastic » sur texte du patriote tchèque Karel Havlicek Borovsky, pour baryton, basse, chœur de femmes et grand orchestre (1986)
- l6e symphonie « Neter » pour bas baryton et grand orchestre, inspiré par la culture égyptienne antique (1987)
- 17e symphonie « Hradcanska », symphonie-opéra, libretto de A. France, pour 9 solistes, deux chœurs mixtes et orchestre
- 18e symphonie « Alternative », texte de K. H. Borovsky et F. Soukup pour baryton, le chœur des voix blanches et orchestre de chambre

### Concertos avec accompagnement orchestral
- Concerto drammatico pour contrebasse, orchestre de chambre orchestra et instruments à percussion (1974)
- Concerto pour violon et orchestre « Hymn of the Sun », dédiée à la Conférence de Paix de Helsinki (1975)
- Concerto pour deux flûtes et orchestre de chambre (1975)
- Concerto pour marimba et orchestre « Festivo » (1975)
- Concerto pour piano et orchestra « Eroico » (1977)
- Concerto pour alto et orchestre symphonique « Lirico » (1977)
- Concerto pour flûte, marimba, harpe et grand orchestre « Giocoso » (1978)
- Concerto pour violoncelle et grand orchestre « Maestoso » (1978)
- Concerto burlesco pour cor français et orchestre de chambre (1986)

### Autres œuvres pour orchestre
- Symfonietta pour grand orchestre (1945)
- The Dam, poème symphonique pour grand orchestre (1959)
- Beyond the Frontiers of Tomorrow, marche cérémonial pour grand orchestre (1972)
- Ceremonial overture pour grand orchestre (1976)
- Ceremonial fresco pour grand orchestre (1979)
- Musique de ballet de l'opéra « Hamlet Our Contemporary » pour grand orchestre (1985)

### Œuvres concertantes pour ensemble de chambre
- Trois nocturnes pour alto et orchestre de cordes de chambre (1960)
- Concertino pour 9 instruments à bois et piano (1963)
- Concerto notturno pour violon, alto et violoncelle (1976)
- 1er concerto for flûte, hautbois, violon, alto, violoncelle et clavecin ou piano (1970)
- Cathedral. Fresque musicale pour viola et orchestre de cordes de chambre (1979)
- Concertanto méditation pour clarinette, violon, alto et violoncelle (1980)
- 2e concert pour flûte, hautbois, violon, alto, violoncelle et clavecin « Discovering the Day » (1979)

### Compositions pour ensemble de chambre
- Suite pour flûte, clarinette et piano (1946)
- 3e quartet pour cordes, inspiré par « Rumburk Revolt", poème de by Milan Jari (1960)
- 1er nonet-concertant, version des « Shakespearean Variations » (1967)
- 4e quartet pour cordes « Quattrocento » (1972-1973)
- Trois sentences à la mémoire de A. Einstein pour violon, violoncelle et piano (1973)
- Cinq chansons à sonner pour hautbois, flûte, clarinette et basson (1974)
- Quartet « Revolutionary » pour violon, alto, clarinette et piano (1974)
- Trois sentences à la mémoire de W. A. Mozart pour violon, violoncelle et piano (1975)
- Tre sorrisi à l'honneur de W. A. Mozart pour flûte, hautbois, violon, alto, violoncelle et clavecin (1975)
- Four sculptures for ensemble d'instruments de la Renaissance (1977)
- Quintet de bois « Gaiamente e degnamente » (1977)
- Trio pour flûte, violon et piano (1978)
- Rectangular Circle. Grotesque pour 5 flûtes (1979)
- 5 capricci concerti pour flûte, guitare et marimbaphone (1981)
- 2e nonet « Evviva la musica » (1984)

### Œuvre pour un ou deux instruments
- 2e sonate pour violon et piano inspirée par « The Revolt", poème de M. Lukonin (1960)
- Sonate pour trompette et piano « Eroica » (1960), version alternative pour clarinette et piano ou orchestre de cordes
- 2e sonate pour piano (1965)
- 2e sonate pour alto et piano « Tragic » (1961)
- Suite dramatique for contrebasse et piano (1967)
- Sonate pour flûte et piano (1969)
- 3e sonate pour piano (1970)
- Villa dei Misteri, 11 fresques pour violon et piano (1971)
- Cinq méditations sur thèmes de chansons populaires Tchèques, pour clarinette basse et piano (1974)
- Fireworks and fountains, pour for marimba et piano (1976)
- Accelerando à toccata pour clavecin (1976)
- Trois compositions pour flûte à bec et piano (1977)
- Quatre sculptures musicales, d'après Michelangelo Buonarroti, pour violon et piano (1977)
- Clouds. Étude concertant pour violon et piano (1979)
- Dramas pour violoncelle et guitare (1979)
- Quatre profils d'après Shakespeare pour hautbois et basson (1979)
- Trois danses tchèques pour piano (1980)
- Dramatic fresco pour alto (1980)
- Burlesque pour flûte et piano (1986)

### Œuvres vocales
- Glory of nameless people. Cantate pour solistes, chœur mixte et piano, sur texte de Vilem Zavada (1958)
- Sept monologues sur l'amour, pour soprano et piano (1959)
- Cinq variations sur le thème VERITAS pour soprano et piano. Version alternative pour soprano, quintet de bois, instruments à percussion et chœur masculin ; ou pour soprano, chœur masculin et orchestre de chambre (1970-1976)
- La partenza della primavera. Cinq dithyrambes pour soprano et orchestre symphonique, sur un ancien poème chinois. Version alternative pour soprano et piano. (1971)
- Sept fables musicales d'après Ezop, sur texte de Frantisek Branislav, voix basse et piano. (1972). Version alternative: chœur de voix blanches, récitation, jeux d'enfants, flûte, 2 clarinettes, basson et instruments à percussion.
- Life. Cinq sonnets pour chœur masculin, sur poèmes de Jiří Wolker, Frantisek Hrubin et Julian Tuwim (1975)
- Sonatine of the Universe pour chœur de voix blanches, vibraphone et piano (1976)
- Virelais festivo in onore G. de Machaut et imperatore Bohemiae Carolus IV, pour soprano instruments gothiques (1978)
- Five shadows and Epilogue pour instruments à percussion, basse baryton et piano, sur un poème de Vladimfr Holan (1978)
- Praise of Song. 4 études de concert et madrigal pour soprano, contralto, ténor, basse et piano, sur texte de Jarmila Vrchotova-Patova (1981)
- Sarkastikon, 16 chansons pour voix et Piano (texte de K. H. Borovsky et Emanuel Frynta) (1996)
- Young Gipsy played... 4 chansons pour deux voix, violon, piano, cymbalum et percussion (texte de F. Sramek, F. Kolar, E. Bass) (1997)

### Œuvres pour le théâtre
- Shakespearean variations. Drame musical sur texte de W. Shakespeare et R. Rolland pour neuf acteurs, commentateur et nonet (1967)
- Hour of Truth. Opéra en deux actes sur texte de Eduard Bass pour soprano, ténor, baryton, basse et petit orchestre symphonique (1980)
- Sonate on Auxiliary Life, pour modérateur, violon, piano et instruments à percussion, sur texte satirique de Ivan Vyskocil (1983)
- Hamlet, our Contemporary. Opéra satirique en trois 3 actes, libretto du compositeur d'après le drame de by Ivan Vyskocil (1985)
- Hradcanska Station. Opéra satirique (texte du compositeur) (1992)
- The Way of Demokracy or (Don't) Let us stone Dwarfs! Opéra Rock de chambre satirique (texte du compositeur) (1997)